# Igreja dos Baleeiros de Grytviken
A Igreja dos baleeiros  (anteriormente chamada de ''igreja luterana norueguesa'') é uma igreja localizada em Grytviken, na ilha da Geórgia do Sul. A igreja fazia parte da Igreja da Noruega por um século, de 1913 a 2013. Ela foi formalmente entregue ao Reino Unido em 2013 e agora faz parte da Diocese da Comunhão Anglicana das Ilhas Falkland. A igreja apareceu no filme de animação chamado ''Happy Feet '' de 2006. Foi construída em 1913 por Carl Anton Larsen.

## História
A igreja neo-gótica foi pré-construída na Noruega e erguida em Grytviken por baleeiros liderados por Carl Anton Larsen por volta de 1912-1913 e consagrada no dia de Natal de 1913. A igreja consiste de uma única nave levando a um pequeno altar. Uma pequena biblioteca é anexada ao lado perto do altar. No interior, adoradores (e agora visitantes) sentam em longos bancos de madeira. As tábuas de madeira escura do piso contrastam com as paredes brancas e o teto.
A igreja, uma das igrejas mais meridionais da Terra, foi consagrada no dia de Natal de 1913. Em 1922, um serviço fúnebre para Sir Ernest Shackleton foi conduzido nesta igreja antes de seu enterro entre outros 64 no cemitério da igreja.  O cemitério, localizado a aproximadamente 700 metros ao sul, na outra extremidade do porto de Grytviken, também abriga sepulturas vazias para os baleeiros perdidos no mar. 

## Pastores

#### Luterano
A igreja foi liderada por Kristen Løken , de 1913 a 1914. Løken nasceu em 1885 em Lillehammer e foi nomeado pastor da Geórgia do Sul e chegou em 1912 para assumir seu posto. Ele era responsável por supervisionar a construção do prédio da igreja também. Løken deixou sua igreja em 1914 e foi o único pastor dessa igreja. Løken morreu em 1975.

#### Anglicano
O atual reitor das ilhas Falkland é o Reverendo Nicholas Mercer, que realizou o primeiro serviço nesta igreja em 2018. Mercer, ex-chefe do departamento jurídico do exército britânico durante a guerra do Iraque em 2003, deixou o exército em 2011 para entrar no ministério ordenado e passou um período de treinamento em Stanley, a capital das ilhas .O Sr. Mercer disse que amava as Ilhas por sua "solidão e vastos espaços abertos" e - como um "sacerdote de pesca" - pela pesca de trutas de classe mundial.

## O primeiro serviço
Um serviço do Livro de Oração Comum foi realizado em 2018. A Prayer Book Society acredita que poderia ser o primeiro culto em 105 anos de história da Igreja, e o culto do Livro de orações comum mais ao sul já realizado, embora a igreja tenha realizado o funeral do explorador polar Sir Ernest Shackleton, e cuja sepultura está lá. Shackleton morreu de ataque cardíaco enquanto seu navio foi ancorado em Grytviken em 1922. Mas a igreja, em Grytviken, foi construída por noruegueses e foi entregue ao Reino Unido apenas em 2013. O novo Reitor das Ilhas Falkland, o Rev. Nicholas Mercer, visitou parte de sua paróquia com o governador das Ilhas Malvinas e comissário da Geórgia do Sul e Ilhas Sandwich do Sul, Nigel Phillips. O Reverendo Mercer disse que não poderia dizer com certeza se havia um serviço de Livro de Oração Comum realizado mais ao sul.
''Shackleton ou Scott tiveram o LOC com eles em suas viagens ao Pólo? Pode ser que o LOC tenha sido usado em uma embarcação real mais ao sul ou, de fato, na British Antarctic Survey na Antártida.''
''De qualquer forma, a Geórgia do Sul é muito remota e muito ao sul, e foi uma alegria ouvir as palavras de Cranmer nesta ilha remota e quase desabitada''
Cerca de 22 pessoas compareceram ao serviço - toda a população da ilha e os passageiros do navio do governador, Pharos.  Atualmente, há apenas dez pessoas na Geórgia do Sul, como é inverno na ilha, mas a minúscula congregação ainda está marcando a iniciativa dos arcebispos “Vosso Reino vem dizendo cada dia a oração da tarde entre a Ascensão e o Pentecostes" 

## Cemitério
O Cemitério Grytviken, associado à igreja, está localizado a cerca de 700 metros (2,300 pés) de distância ao sul. É anterior à igreja, primeiro aceitando as sepulturas dos baleeiros antes de 1902. Ela contém 64 sepulturas, incluindo nove vítimas de uma epidemia de tifo de 1912, Ernest Shackleton (1874-1922), as cinzas do companheiro explorador polar Frank Wild (1873-1939) que foram enterrado em 2011, e Félix Artuso, um oficial submarino argentino que foi morto na recaptura britânica de 1982 da Geórgia do Sul da Argentina .

## Restauro e Manutenção

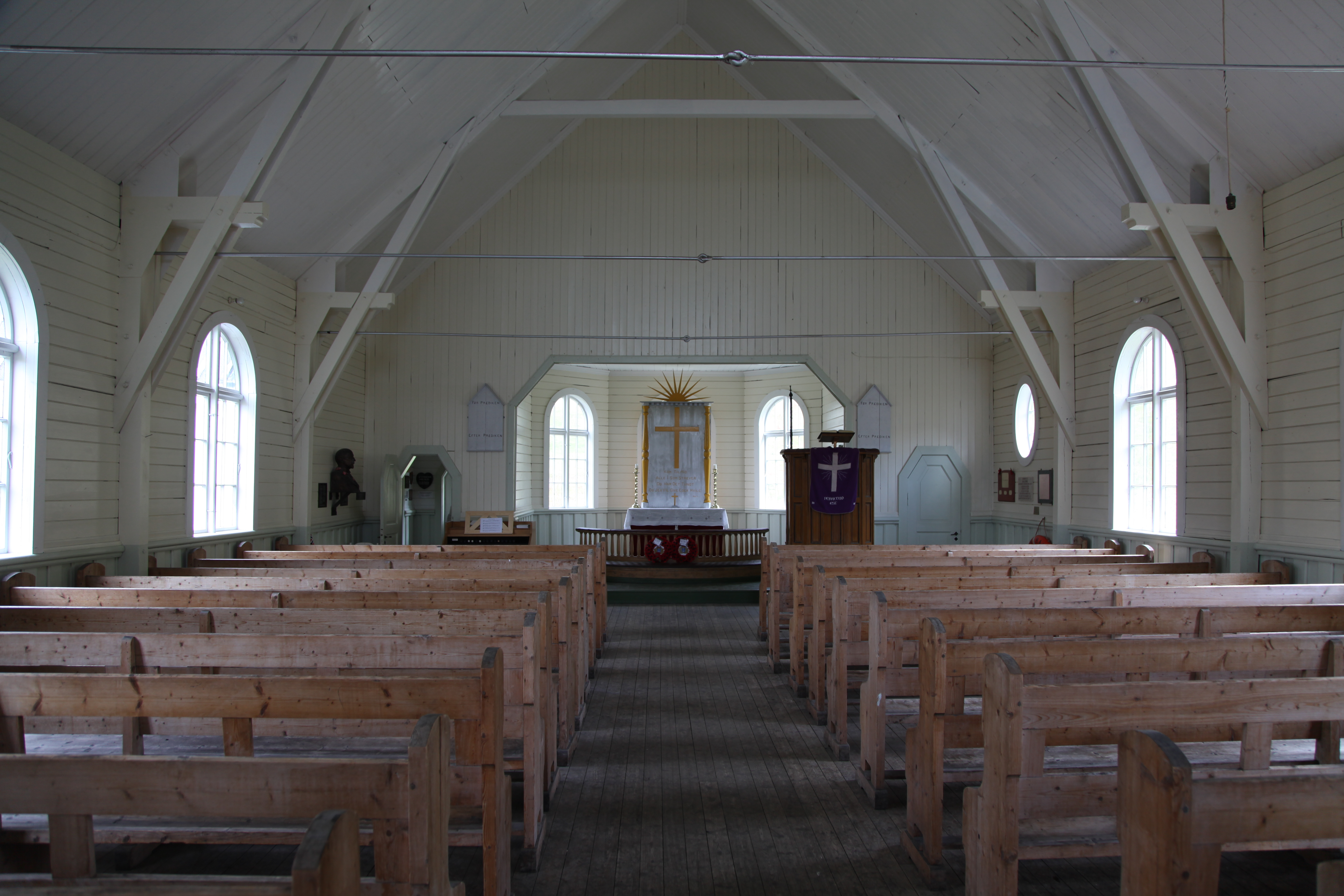
Interior da igreja em 2011.

Em abril de 1982, durante a invasão da Geórgia do Sul por forças militares argentinas, membros de uma equipe britânica de pesquisa antártica foram convidados pelos fuzileiros britânicos a se abrigarem na igreja. 

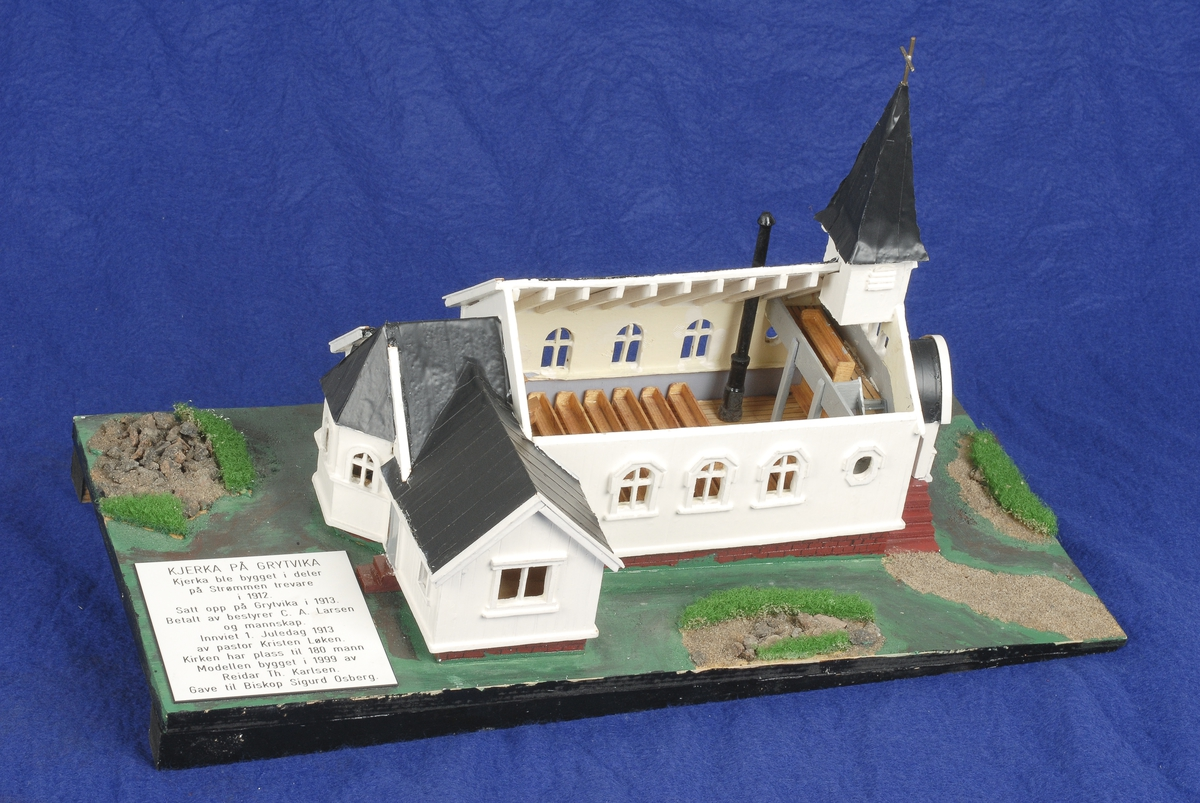
Modelo da igreja na exposição no museu de Sandefjord na Noruega.

Depois de anos de abandono e intempéries dos elementos duros da região (o telhado foi danificado em 1994), a igreja foi renovada pelos guardiões do Museu da Geórgia do Sul e voluntários em 1996-1998, e agora serve para cultos ocasionais e cerimônias de casamento. 

### Restauro
Após a igreja ter se tornado parte da Diocese anglicana das Ilhas Malvinas foram realizados vários trabalhos de restauração.
''A igreja foi entregue em más condições, precisou de muito trabalho de restauração.'' diz o reitor da paróquia. 